# Métro d'Atlanta
Pour les articles homonymes, voir Marta.
Le Metropolitan Atlanta Rapid Transit Authority Rail (connu sous l'acronyme MARTA Rail) est un réseau de métro à Atlanta.  Il se compose de deux lignes qui se croisent à Five Points au centre-ville. Il fait 79,2 km de long (77 km en exploitation commerciale) et compte 38 stations.

## Histoire

### La création de la MARTA
Pour répondre aux problèmes de croissance du trafic dans l'agglomération d'Atlanta, la MARTA a été fondé par un acte de l'Assemblée générale de Géorgie en 1965 comme agence de transport en commun pour les cinq comtés de la région métropolitaine d'Atlanta qui sont DeKalb, Fulton, Clayton, Gwinnett et Cobb. En 1966, un référendum autorisant le financement de l'agence fut accepté par quatre des cinq comtés, mais rejeté par les électeurs du comté de Cobb.
En 1971, les électeurs des comtés de Fulton et de DeKalb votent l'augmentation de la taxe de vente de 1 %, ce qui permet de financer les opérations de MARTA. Une majorité des électeurs vota en faveur d'un réseau ferroviaire de 80,8 km comprenant deux routes principales, une nord-sud et une est-ouest, plus quatre branches. Les trains devraient circuler en partie sous terre au centre-ville d'Atlanta (14,2 km avec 10 stations), en partie au niveau du sol (36,6 km avec 17 stations) et en partie surélevé (30 km avec 10 stations).
En février 1972, MARTA reprend à sa charge la société de transport en commun d’Atlanta, exclusivement constituée d’autobus, donnant à l'agence le contrôle de tous les transports en commun dans la région immédiate d'Atlanta.
En novembre 2014, les électeurs du comté de Clayton ont accepté la taxe de vente de 1 %, ce qui permet au comté d'adhérer à la MARTA.

### La construction du métro
La construction du métro commença en février 1975 sur un tronçon de la ligne Est-Ouest. Le plan prévoit la construction du réseau ferroviaire en cinq tranches.
La première tranche (phase A) comportait d'abord la construction et l'exploitation de 22,1 km de ligne de métro et de 17 stations dont une de correspondance : elle fut mise en service en trois étapes entre 1979 et 1981.
La première ligne à être mise en service, le 30 juin 1979, est la ligne Est-Ouest reliant la station État de Géorgie au centre-ville à Avondale. La même ligne a été prolongée jusqu'à Hightower (maintenant Hamilton E. Holmes) dans l'ouest en décembre 1979.
La ligne Nord-Sud a été mise en service entre Garnett et North Avenue en avril 1981.
La deuxième tranche (phase B) consiste en le prolongement de la North Line de 9,2 km de North Avenue à Lenox et la construction de 4 stations ainsi que l'extension de la South Line de 6,5 km à partir de Garnett en direction de Lakewood avec trois stations. Cette phase sera terminée en 1987.
La troisième tranche (phase C) prévoyait un prolongement de 11,8 km de la North Line de Lenox à Doraville et une extension de 8,9 km de la South Line de Lakewood à l'aéroport.
La quatrième tranche du réseau (phase D) comprenait la branche Proctor Creek (4,8 km), l'extension de la West Line en direction de Fairburn Road (3,5 km) et l'extension de l'East Line vers Indian Creek (5 km).
La cinquième tranche (phase E) incluait la branche Hapeville (2,7 km), la branche Tucker- North DeKalb (6 km) et la branche North West (3,5 km).
Si au cours des années suivantes, de nouvelles extensions ont été inaugurées, vers le sud jusqu'à l'aéroport international d'Atlanta, vers le nord jusqu'à Doraville et Dunwoody, vers l'ouest une branche jusqu'à Bankhead (Proctor Creek Line) et vers l'est jusqu'à Indian Creek, l'intégralité du plan initial n'a pas été finalisé.

#### Chronologie des mises en service
30 juin 1979 - Ligne Est-Ouest - Avondale - Georgia State (10,8 km ; 7 stations)
22 décembre 1979 - Ligne Est-Ouest - Georgia State - Hightower (Hamilton E. Holmes)  (8,2 km ; 6 stations)
4 décembre 1981 - Ligne Nord-Sud - Garnett - North Avenue (3,1 km ; 5 stations)
11 septembre 1982 - Ligne Nord-Sud - North Avenue - Art Center (1,8 km ; 2 stations) et Garnett - West End (2,3 km ; 1 station)
15 décembre 1984 - Ligne Nord-Sud - Art Center - Brookhaven/ Oglethorpe University  (3 stations) et West End - Lakewood/For McPherson (2 stations)
16 août 1986 - Ligne Nord-Sud - Lakewood/Fort McPherson - East Point (1 station)
19 décembre 1987 - Ligne Nord-Sud - Brookhaven/ Oglethorpe University - Chamblee  (4,3 km ; 1 station)
18 juin 1988 - Ligne Nord-Sud - East Point - Airport (4,2 km ; 2 stations),
12 décembre 1992 - Ligne Est-Ouest - Ashby - Bankhead (1,8 km ; 1 station)
29 décembre 1992 - Ligne Nord-Sud - Chamblee - Doraville (3 km ; 1 station)
26 juin 1993 - Ligne Est-Ouest - Avondale - Indian Creek (4,8 km ; 2 stations)
8 juin 1996 - Ligne Nord-Sud - Lindbergh Center - Dunwoody (3 stations)
Le dernier tronçon à être mis en service commercial, le 16 décembre 2000, est Dunwoody - North Springs (non incluses dans le plan initial) qui comprend 3,2 km et deux stations, Sandy Springs (souterraine) et North Springs (avec de grandes installations de parc de stationnement).

## Réseau actuel
La ligne nord- sud, 23 stations, se termine au sud à l'Aéroport international Hartsfield-Jackson, et au nord se divise en deux branches vers les villes de Chamblee et Doraville.
La ligne est - ouest, 16 stations, a ses terminus à Indian Creek et à Hamilton E. Holmes avec une petite branche à l'est vers Bankhead.

### Les stations
La plupart des stations sont grandes, lumineuses et conviviales. Elles comprennent également des éléments artistiques comme des peintures murales ou des sculptures. La distance moyenne entre les stations est de 2,1 km,  réduite à 680 m au centre-ville d'Atlanta.
Les quais ont une longueur de 183 m pour permettre l'utilisation de trains à huit voitures (normalement des trains à six voitures sont en service), à l'exception de Bankhead, qui ne dispose que d'une plate-forme insulaire pour des trains de deux voitures seulement.

#### Lignes rouge et or
- N11 : North Springs
- N10 : Sandy Springs
- N9 : Dunwoody
- N8 : Medical Center
- N7 : Buckhead
- N6 : Lindbergh Center
- N5 : Arts Center
- N4 : Midtown
- N3 : North Avenue
- N2 : Civic Center
- N1 : Peachtree Center
- Five Points
- S1 : Garnett
- S2 : West End
- S3 : Oakland City
- S4 : Lakewood / Fort McPherson
- S5 : East Point
- S6 : College Park
- S7 : Aéroport international Hartsfield-Jackson

- NE10 : Doraville
- NE9 : Chamblee
- NE8 : Brookhaven / Oglethorpe University
- NE7 : Lenox

#### Lignes bleue et vert
- W5: Hamilton E. Holmes
- W4: West Lake                       P4: Bankhead
- W3: Ashby
- W2: Vine City
- W1: Dome/GWCC/Philips Arena/CNN Center
- Five Points
- E1: Georgia State
- E2: King Memorial
- E3: Inman Park / Reynoldstown
- E4: Edgewood / Candler Park
- E5: East Lake
- E6: Decatur
- E7: Avondale
- E8: Kensington
- E9: Indian Creek

## Les équipements du métro

### Matériel roulant

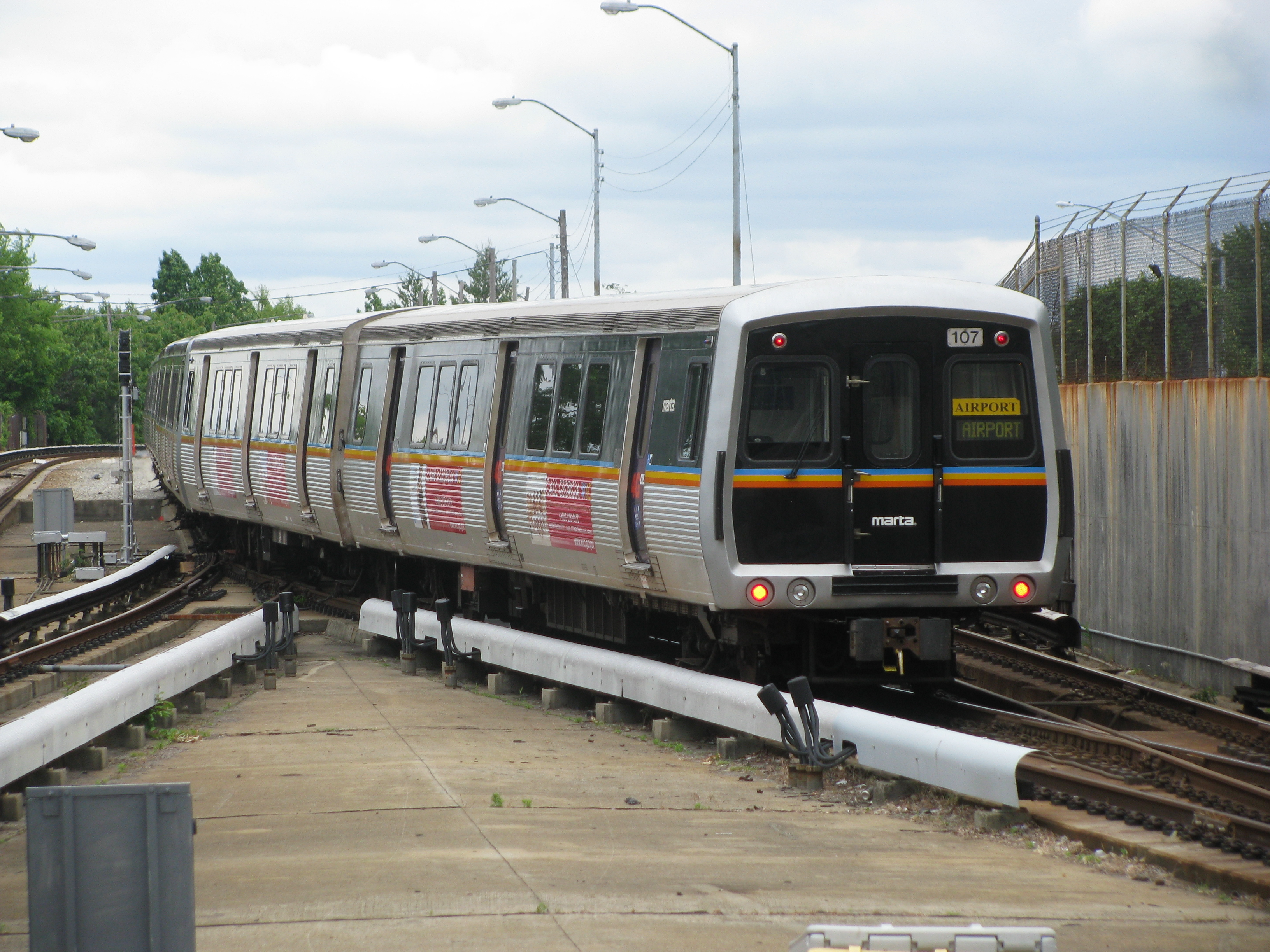
rame CQ 311 reconstruite par Alstom

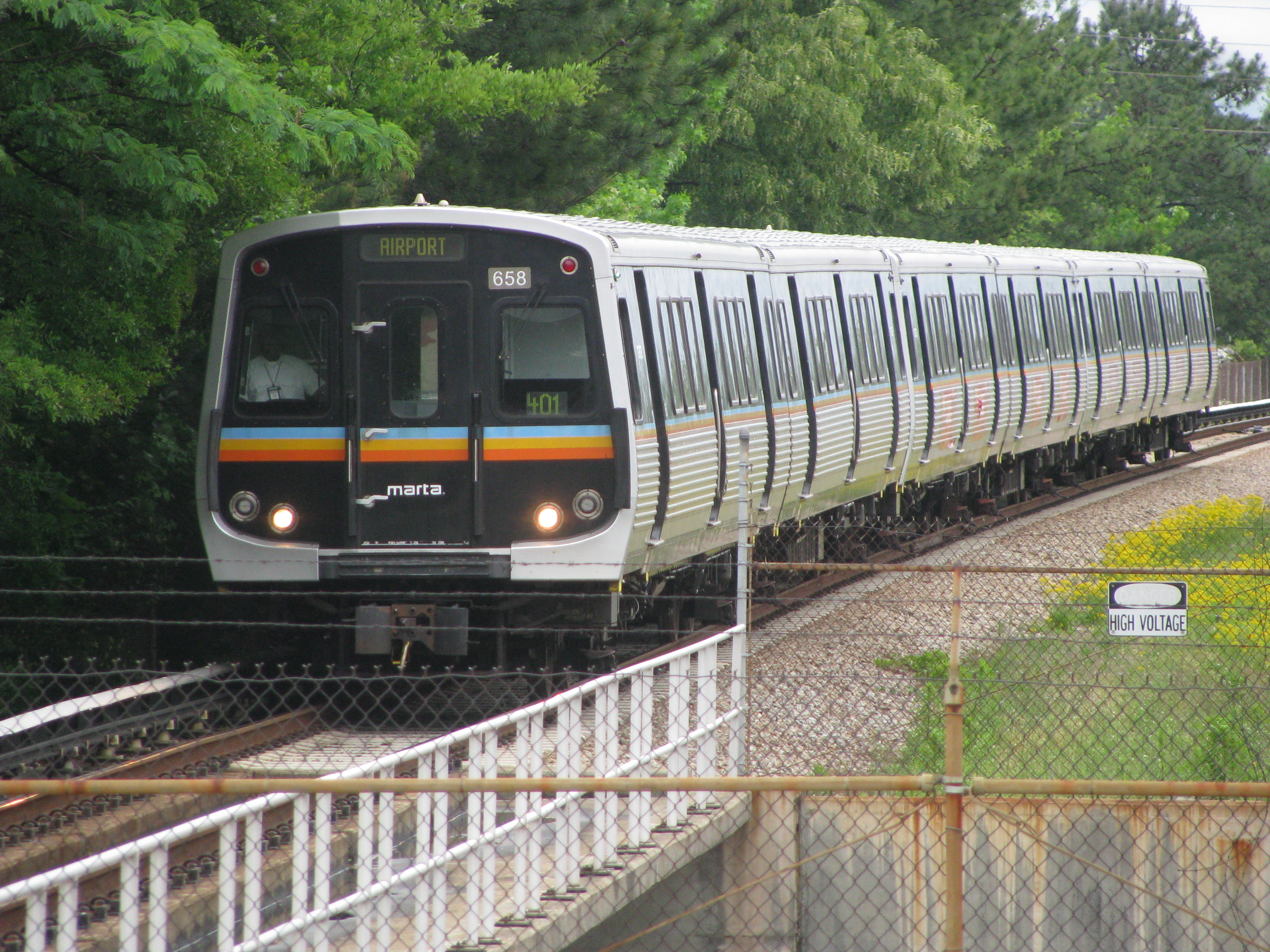
rame CQ 312 construite par Breda

MARTA exploite actuellement environ 307 véhicules accouplés qui peuvent fonctionner à des vitesses allant jusqu'à 110 km/h. Les trains sont électriquement alimentés en 750 V cc par un troisième rail. Roulant sur des voies à écartement normal, les véhicules sont d'une largeur de 3,2 m. Ils peuvent être exploités dans des combinaisons de deux à huit véhicules. Des trains de six véhicules sont la norme pour les lignes bleu, rouge et or et de deux véhicules pour la ligne verte en raison de la plate-forme plus courte de la station Bankhead.
Les premiers véhicules du métro d'Atlanta ont été construits à Raismes par la société Franco-Belge de Matériel de Chemin de Fer, reprise par Alstom. La construction a démarré en 1976 et a été suivie par des ingénieurs des sociétés MARTA et PBT (société d'engineering).
MARTA rédigea les documents d'approvisionnement pour de nouveaux véhicules qui donnèrent lieu à un appel d'offres en décembre 1996 pour l'achat de 30 véhicules avec option pour 70 autres, ainsi que pour des systèmes de propulsion pour les 120 véhicules précédemment acquis. C'est à Breda que sera attribué le contrat en janvier 1998. Une partie du contrat sera réalisé aux États-Unis par attribution de sous-contrats à des entreprises nord-américaines comme Westinghouse Air Brake Company.et surtout Adtranz pour les équipements de propulsion.
En 2002 et 2003, Alstom a été mandaté par MARTA pour réviser les 238 voitures CQ310 et CQ311 dans le cadre d'un contrat de rénovation de 247 millions de dollars. Les voitures réhabilitées comportent des équipements passagers améliorés et du matériel de propulsion et de contrôle des trains amélioré. Les premières voitures réhabilitées sont entrées en service en mai 2005. La réhabilitation a été achevée en février 2009.
En janvier 2018, MARTA a signé avec Kinki Sharyo un contrat de rénovation de véhicules de 146 millions de dollars pour prolonger leur durée de vie. Le travail commence avec 118 voitures, avec 94 supplémentaires en option.
En mars 2019, Stadler Rail a remporté le contrat de fabrication de 254 nouveaux véhicules et 100 véhicules en option. Ces véhicules, qui entreront en service en 2023, remplaceront l'ensemble du parc de trains CQ310, CQ311 et CQ312.
| Type  | Fournisseur          | N°               | Années de livraison | Quantité livrée                 | En service | Propulsion                      | Notes | Illustration |
| ----- | -------------------- | ---------------- | ------------------- | ------------------------------- | ---------- | ------------------------------- | --- | ------------ |
| CQ310 | Société Franco-Belge | 101-200          | 1977-1980           | 100                             | 95         | Adtranz Bombardier MITRAC 1508C | 111-112 reconverti en véhicules de service 101 dépareillé                                                                                  |              |
| CQ310 | Société Franco-Belge | 501-520          | 1980-1982           | 20                              | 0          | Adtranz Bombardier MITRAC 1508C | Véhicules unitaires. Retirés du service et stockés à Avondale Yard.                                                                        |              |
| CQ311 | Hitachi              | 201-320          | 1984-1988           | 120                             | 112        | Adtranz Bombardier MITRAC 1508C | Quelques véhicules retirés du service. Les autres ont été reconstruits par Alstom entre 2005 et 2009 de façon à être identiques au CQ 310. |              |
| CQ312 | AnsaldoBreda         | 601-664, 667-702 | 2001-2005           | 100                             | 100        | Adtranz Bombardier MITRAC 1508C | Les numéros 665 and 666 furent ignorés à cause de la connotation négative du numéro 666.                                                   |              |
| CQ400 | Stadler Rail         |                  | 2023-               | 254 en commande + 100 en option | 0          |                                 | Actuellement en commande. Entrée en service prévue en 2023. Remplaceront tous les véhicules actuels.                                       |              |

### Automatismes et signalisation
Les premiers automatismes des trains, modernes pour l'époque, furent installés par la société GRS. Chaque poste de conduite du véhicule est doté d'un système de commande automatique de la marche des trains qui permet au conducteur de faire démarrer la rame, après avoir appuyé sur le bouton «départ», de maintenir le train à la vitesse maximale autorisée et d'arrêter la rame dans chaque station. Le rôle du conducteur se borne à appuyer sur le bouton « départ », à commander l'ouverture et la fermeture des portes et à faire des annonces aux voyageurs. La protection des trains est automatique. L'équipement de commande de la marche des trains installé au poste de commande centralisée du dépôt permet une surveillance continue et la visualisation des mouvements sur le réseau entier.
Le poste de supervision et de contrôle fut rénové par GRS et Syseca à temps pour les Jeux Olympiques.
En janvier 2011, Alstom a obtenu un contrat supplémentaire de cinq ans de 117 millions de dollars pour mettre à niveau ses systèmes de contrôle des trains et SCADA. La nouvelle technologie est conçue pour permettre aux opérateurs des manœuvres plus efficaces, une meilleure communication entre les trains et les gares, des capacités de surveillance améliorées, des temps de réponse plus rapides et des coûts de maintenance réduits. Le projet comprend une mise à niveau des 318 véhicules pour installer un système amélioré d'identification et de surveillance des pannes et un écran couleur du conducteur construit par Quester Tangent. Les nouveaux systèmes ont passé les tests en 2015.

## Exploitation et fréquentation
En octobre 2009, les désignations officielles Red Line, Gold Line, Blue Line et Green Line ont été introduites pour remplacer les anciennes lignes Est-Ouest, Proctor Creek et Nord-Sud.
Le métro fonctionne entre environ 5 h 00 et 1 h 30 du lundi au vendredi et entre 6 h 00 et 1 h 30 les samedis et dimanches. Les intervalles entre trains par itinéraire sont de 10 minutes en semaine pendant les heures de pointe et de 12 minutes à midi, et de 20 minutes en soirée et le week-end. Dans le cas de deux itinéraires circulant sur les mêmes voies, les écarts diminuent à 5 minutes aux heures de pointe et 6 minutes à midi et 10 minutes le week-end pendant la journée.
Un nouveau système de billetterie sera installé.
Depuis 2015, la fréquentation du métro est en baisse, passant de 72,5 millions à 65,2 millions de passagers en 2019.

## Projets de développement

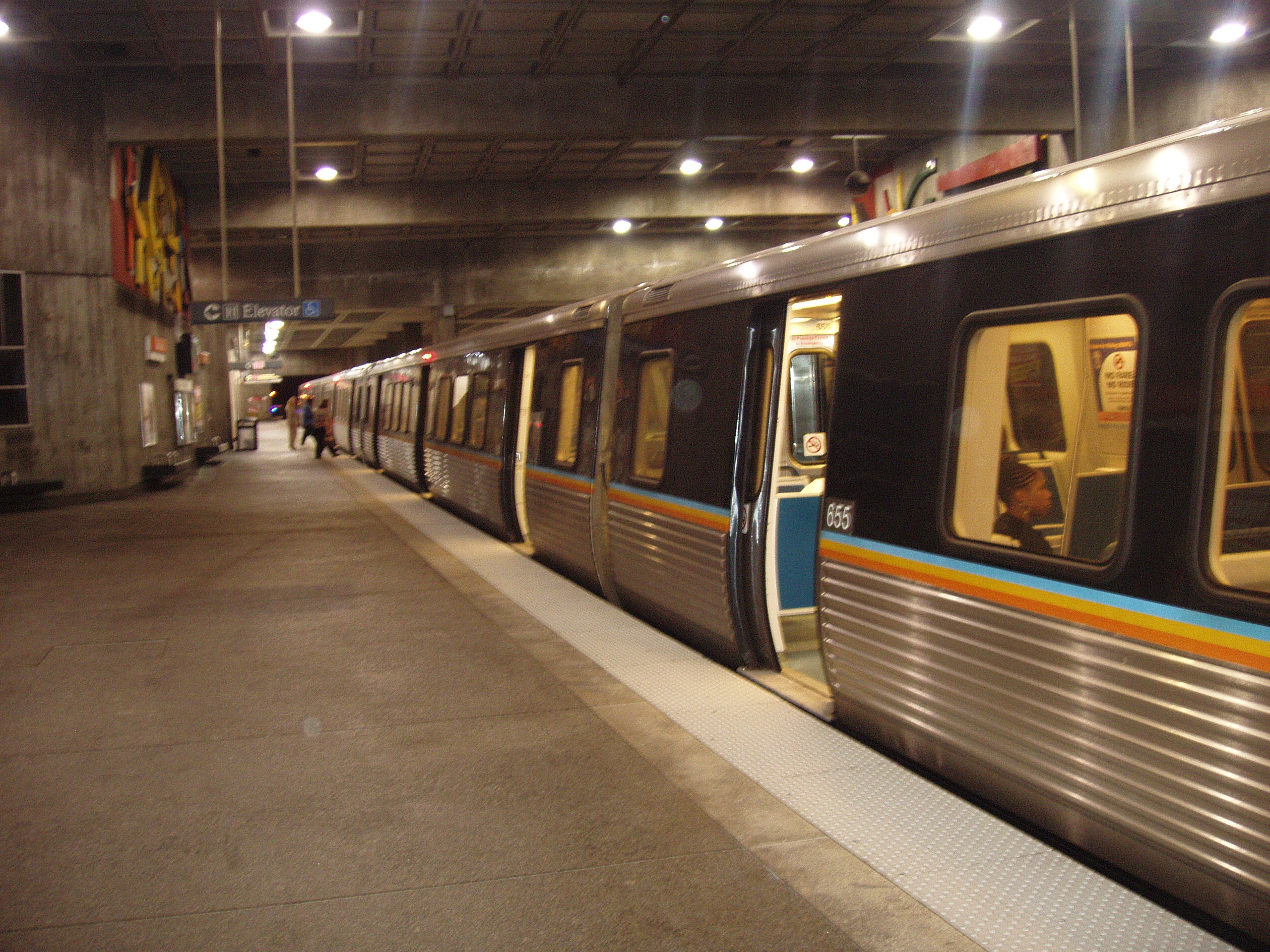
Rame du MARTA.

Bien que certaines extensions soient envisagées, la ligne Est-Ouest d'Hamilton E. Holmes au Boulevard industriel Fulton, la ligne Nord-Sud de Windward Parkway à Alpharetta avec trois stations, il n'y aura pas de nouvelles extensions dans un proche avenir sans obtention d'un financement. Ce qui semble privilégier c'est le maintien et la rénovation du système, par exemple celle des voies.
Les projets de développement de la MARTA semble se porter plus vers des lignes de bus rapide (deux lignes prévues dans le plan initial), de tramway ainsi que le développement des trains de banlieue que vers l'extension des lignes de métro.